# Gypsacanthus nelsonii
Gypsacanthus nelsonii là một loài thực vật có hoa trong họ Ô rô. Loài này được E.J.Lott, V.Jaram. & Rzed. mô tả khoa học đầu tiên năm 1984 publ. 1986.